# Путівники Томаса Кука
Путівники Томаса Кука (англ. Thomas Cook guide books) — торгова марка, що належить Thomas Cook Publishing, Велика Британія.
Під цією маркою видаються путівники декількох серій: Traveller's, CitySpots, Independent travellers та інші, розраховані на різні аудиторії, всього декілька тисяч путівників по більше ніж 60 країнах.
Особливість бренду Thomas Cook — інтеграція путівників та туристичних послуг, що пропонуються однойменною компанією.